# Moliški Hrvati
Moliški Hrvati (hrvaško Moliški Hrvati) živijo v italijanski deželi Molize v vaseh Acquaviva Collecroce (Kruč), San Felice del Molise (Štifilić), Montemitro (Mundimitar) in drugje. V teh vaseh so večina. Govorijo moliško hrvaško narečje in so katoliške vere. V drugih delih Italije in zunaj nje živi še okrog 1.000 izseljencev iz teh vasi. Gre za potomce hrvaških beguncev zaradi turških vpadov. V zaledju južne Jadranske obale so se naselili v 15. stoletju.